# Gösta Wåhlstedt
Elof Gösta Wåhlstedt, född 2 december 1882 i Göteborg, död 8 oktober 1957, var en svensk journalist, översättare och författare.
Han tog studentexamen 1903 och anställd vid Postverket 1903–1912. Han blev fil. kand. 1909. Som översättare ägnade han sig uteslutande åt underhållningslitteratur – deckare, ungdomsböcker, kärleksromaner - framför allt åt B. Wahlströms förlag.
Han var son till handlanden Per Wåhlstedt och Paulina Fredrika Lovisa Hegardt.